# Orlov Dol (meteorito)
El meteorito de Orlov Dol es un meteorito metálico encontrado en 2018 en Orlov Dol, Bulgaria. De 151 kg de peso, es el mayor meteorito encontrado en este país y en los Balcanes.

## Historia
En el verano de 2018, Ivan Ivanov, Nedko Rusev y Zhivko Andonov estaban caminando por un camino rural cerca del pueblo de Orlov Dol (provincia de Haskovo, Bulgaria), cuando repararon en una piedra inusual en medio del camino, cuyo afloramiento podía ser consecuencia de las fuertes lluvias del día anterior. Al recoger la piedra advirtieron que era de metal, por lo que se la llevaron y la dejaron en un viejo granero, permaneciendo allí durante casi un año.
El 6 de junio de 2019, asistieron a una reunión de una asociación para la búsqueda de meteoritos y llevaron consigo un pequeño fragmento para su estudio: su análisis por fluorescencia de rayos X puso de manifiesto un alto contenido de níquel (un 13% en peso). Posteriormente, George Penneff envió una muestra a Jerome Gattacceca (CEREGE) para su análisis y clasificación.

## Composición
El meteorito de Orlov Dol está constituido por una sola masa recubierta de óxido.
El decapado de una sección pulida revela una textura de octaedrita media, con un ancho de banda promedio de camacita de 0,83 ± 0,21 mm. También se observan áreas martensíticas y bandas de Neumann.
Además de hierro, el meteorito contiene níquel (98,7 mg/g), cobalto (6,66 mg/g), cobre (282 ppm), galio 70,5 ppm, platino (20,9 ppm), iridio (18,9 ppm), arsénico (4,3 ppm), tungsteno (2,97 ppm), renio (1,977 ppm) y oro (0,602 ppm).
Está clasificado dentro del grupo IID, al igual que el meteorito de Carbo y el conocido meteorito de Elbogen.